# Nentwigia
Nentwigia Millidge, 1995 è un genere di ragni appartenente alla famiglia Linyphiidae.

## Etimologia
Il nome è in onore del biologo e zoologo svizzero Wolfgang Nentwig

## Distribuzione
L'unica specie oggi nota di questo genere è stata rinvenuta in Thailandia e nell'isola di Krakatoa.

## Tassonomia
Dal 1995 non sono stati esaminati esemplari di questo genere.
A giugno 2012, si compone di una specie:
- Nentwigia diffusa Millidge, 1995[4] — Thailandia, Krakatoa